# Walter Deutsch
Walter Deutsch (* 29. April 1923 in Bozen, Südtirol; † 13. Jänner 2025 in Wien) war ein österreichischer Musikwissenschaftler mit dem Schwerpunkt Volksmusikforschung.

## Leben und Wirken
Walter Deutsch begann seine Ausbildung in einem Seminar für Musikerziehung in Innsbruck, nach Krieg und Gefangenschaft setzte er es zuerst in Innsbruck und anschließend in Wien fort.
Deutsch war Ballettkorrepetitor an der Wiener Volksoper. Im Jahr 1963 wurde er als Lehrbeauftragter an die Hochschule für Musik und darstellende Kunst in Wien berufen. 1965 gründete er das Institut für Volksmusikforschung und leitete es bis zum Jahr 1993. Von 1992 bis 1999 war er Präsident des Österreichischen Volksliedwerkes und ab 1999 dessen Ehrenpräsident.
In einzelnen Landesstudios des ORF moderierte er jahrzehntelang Sendungen die Volksmusik betreffend, wie in Kärnten die Sendung Fein sein, beinander bleibn oder in Niederösterreich aufhOHRchen – volksmusikalische Kostbarkeiten.
Ihm zu Ehren wurde 1994 vom Bundesministerium für Bildung, Wissenschaft und Kultur der „Walter-Deutsch-Preis“ geschaffen. Dieser Preis wurde alle zwei Jahre bis 2013 in Anerkennung besonderer Leistungen auf dem Gebiet der Volksmusikforschung verliehen.
Im Jänner 2025 starb Walter Deutsch im Alter von 101 Jahren. Er wurde am Ottakringer Friedhof bestattet.

## Ehrungen und Auszeichnungen
- 1955: Förderungspreis der Stadt Wien für Musik
- 1956: Theodor-Körner-Preis für Musik
- 1974: Großes Goldenes Ehrenzeichen für Verdienste um das Bundesland Niederösterreich
- 1992: Raimund-Zoder-Medaille
- 1993: Ehrenmedaille der Bundeshauptstadt Wien in Gold
- 1996: Georg-Graber-Medaille
- 2003: Ehrenkreuz für Wissenschaft und Kunst I. Klasse
- 2011: Ehrendoktorat der Universität für Musik und darstellende Kunst Wien[6][7]

## Publikationen
- Musica Alpina. Gedanken und Fakten zur Geschichte der Volksmusik in Südtirol. In: Österreichische Musikzeitschrift, 42, Heft 9, 1987, S. 420–434; doi:10.7767/omz.1987.42.9.420
- mit Franz Kofler: Volksmusik in Südtirol. Tänze und Spielstücke aus der Tonbandsammlung Dr. Alfred Quellmalz 1940–42. Böhlau, Wien / Köln / Weimar 1999, 442 S.; Buch mit CD (Reihe: Corpus Musicae Popularis Austriacae, Band 10).